# Paul Shulman
Paul N. Shulman (hebr.: נחמן פול שולמן, ur. 1922 w Stamford, zm. 16 maja 1994 w Hajfie) − izraelski wojskowy urodzony w Stanach Zjednoczonych, uczestnik wojny o niepodległość Izraela, w latach 1948−1949 dowódca sił morskich Izraela.
Po ukończeniu United States Naval Academy w Annapolis Paul Shulman rozpoczął służbę na morzu, biorąc udział w wojnie na Pacyfiku jako młodszy oficer na niszczycielach. Po kapitulacji Japonii przeszedł do cywila w stopniu podporucznika. Pochodząc z rodziny o poglądach syjonistycznych zaangażował się w przerzut drogą morską nielegalnych emigrantów żydowskich do Palestyny. W 1948 roku, po proklamowaniu niepodległości Izraela, zdecydował się osiąść tam na stałe.
Wkrótce wstąpił jako ochotnik do służby w powstającej izraelskiej marynarce wojennej, początkowo w roli instruktora, później, jako Kvarnit (odpowiednik komandora porucznika), został dowódcą jedynej bojowej eskadry floty nowego państwa, z korwetą „Josiah Wedgwood” (typu Flower) jako okrętem flagowym. Na jej czele brał udział w blokadzie Gazy, ścierając się 21 października 1948 roku z dwoma okrętami egipskimi. 26 października premier Dawid Ben Gurion mianował go dowódcą marynarki wojennej i awansował do stopnia Alufa, odpowiednika rangi admiralskiej. Paul Shulman miał wtedy zaledwie niewiele ponad 26 lat i jeszcze trzy lata wcześniej był podporucznikiem w US Navy.
Paul Shulman ustąpił ze stanowiska w 1949 roku, pozostając z rodziną w Izraelu i pełniąc jeszcze funkcję doradcy Dawida Ben Guriona do spraw morskich. Zmarł na serce w 1994 roku.